# Keszthely (stacja kolejowa)
Keszthely (węg. Keszthely vasútállomás) – stacja kolejowa w Keszthely, w komitacie Zala, na Węgrzech. 
Stacja znajduje się na linii 26b Balatonszentgyörgy – Tapolca i obsługuje pociągi wszystkich kategorii. 

## Linie kolejowe
- Linia 26b Balatonszentgyörgy – Tapolca